# جيف بروبيكر
جيف بروبيكر (بالإنجليزية: Jeff Brubaker)‏ هو لاعب هوكي جليد أمريكي، ولد في 24 فبراير 1958 في هاجرستاون في الولايات المتحدة.

## وصلات خارجية
- جيف بروبيكر على موقع دوري الهوكي الوطني (الإنجليزية)
- جيف بروبيكر على موقع قاعة مشاهير الهوكي (لاعب أن.إتش.أل) (الإنجليزية)
- جيف بروبيكر على موقع EliteProspects.com (الإنجليزية)
- جيف بروبيكر على موقع HockeyDB.com (الإنجليزية)
- جيف بروبيكر على موقع Hockey-Reference.com (الإنجليزية)